# Peter Jahr
Pour les articles homonymes, voir Jahr.
Dieter Peter Jahr, né le 24 avril 1959 à Burgstädt, est un homme politique allemand. Membre de l'Union chrétienne-démocrate d'Allemagne (CDU), il est député européen depuis 2009.